# تومانسكي
تومانسكي (روسية: Туманский) كان مكتبًا لتصميم محركات للطائرات في الاتحاد السوفييتي. صمم المكتب عددًا من المحركات النفاثة التي زودت بعض الطائرات الحربية الشهيرة مثل الميج-21.

## المحركات

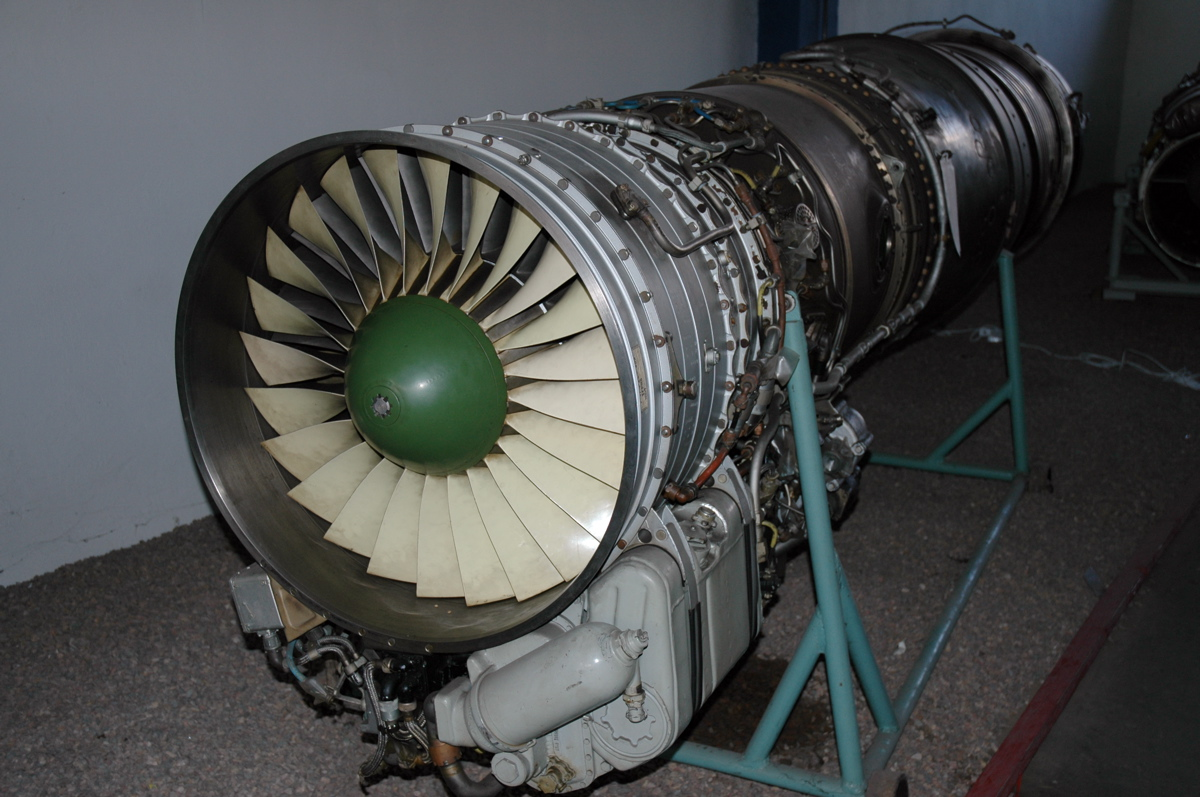
محرك تومانسكي أر-11 النفاث

.
- إم-87.
- إم-88.
- أر.دي-9.
- أر.دي-10.
- أر-11.
- أر-13.
- أر-15.
- أر-25.
- أر-29-300.